# Physella acuta
Physella acuta es un caracol de agua dulce es una especie de familia Physidae.

## Características
La concha de Physella acuta es siniestra o levógira y tiene una altura de 8 a 12 mm y una anchura de 5 a 7 mm, y de 6 vueltas de espiral. Es hermafrodita.

## Distribución
Su distribución original se limitaba a América del Norte pero en la actualidad se la encuentra en casi todo el planeta, probablemente dispersada por el ser humano, a través del acuarismo y el comercio de plantas acuáticas. En América del Sur se la encuentra en Argentina, Brazil, Chile, Colombia, Ecuador, Perú y Uruguay. En Argentina se la ha registrado en 19 de las 23 provincias.